# Битва при Данноура
Битва при Данноура (яп. 壇ノ浦の戦い, だんのうらのたたかい, дан-но-ура но татакаі, «Битва у затоці Дан»; 25 квітня 1185) — морський бій, який відбувся на сході затоки Данноура, території сучасного міста Сімоносекі, між військами родів Тайра і Мінамото.

## Короткі відомості
Після поразки у битві при Ясіма 22 березня 1185 року основні союзницькі сили роду Тайра під командуванням Тайри но Мунеморі полишили острів Сікоку і, вирушивши на захід по Внутрішньому Японському морю, прибули до острова Хіко в провінції Наґато. Там вони об'єдналися з військами під командуванням Тайри но Томоморі. Подальше просування їхніх сил стримувала на півночі острова Кюсю ворожа армія роду Мінамото, яку очолював Мінамото но Норійорі. В цій ситуації Тайра вирішили дати вирішальний бій основним силам противника на морі. Вони вирушили на схід із 500 бойовими човнами назустріч флотилії Мінамото но Йосіцуне, що нараховувала 840 суден.
25 квітня 1185 року, опівдні, розпочалася битва. Початок був сприятливим для Тайра: течія затоки, що неслася на схід, розкидала човни противника, зробивши їх легкою мішенню для лучників. Проте о 2 годині дня напрям течії змінився на протилежний і переформовані сили Мінамото вдарили по ворожих судах, що не могли опиратися силі води і втратили керування. На 4 годину флотилія Тайра була цілковито знищена. Разом із командирами і вояками цього роду потонув малолітній Імператор Антоку, який забрав із собою на дно моря одну з реліквій Імператорського дому — священний меч Аманомуракумо. Самураї Мінамото но Йосіцуне встигли врятувати лише 2 інші реліквії,а також матір Імператора-утопленика, та ворожих командирів: Тайра но Мунеморі з сином. Останніх було невдовзі страчено.
Битва при Данноура ознаменувала кінець правління роду Тайра та забезпечувала гегемонію роду Мінамото в Японії. Вона стала останньою сходинкою на шляху заснування Камакурського сьоґунату, першого самурайського уряду.
Битва вважається однією з наймасштабніших в історії Японії. На основі тогочасних подій було складено багато мистецьких і літературних творів, зокрема «Повість про дім Тайра».